# Issiniàievo
Issiniàievo (en rus: Иссиняево) és un poble del krai de Perm, a Rússia, que en el cens del 2010 tenia 65 habitants.